# Andrius Mazuronis
Andrius Mazuronis (ur. 13 lipca 1979 w Szawlach) – litewski polityk i inżynier, poseł na Sejm Republiki Litewskiej, od 2022 do 2024 przewodniczący Partii Pracy.

## Życiorys
Syn architekta i polityka Valentinasa Mazuronisa. W 1997 ukończył szkołę średnią w Szawlach, a w 2003 studia z zakresu inżynierii lądowej na Wileńskim Uniwersytecie Technicznym im. Giedymina. Od 2001 był projektantem i dyrektorem w przedsiębiorstwach budowlanych. Zaangażował się w działalność partii Porządek i Sprawiedliwość. W 2008 uzyskał po raz pierwszy mandat deputowanego. W wyborach parlamentarnych w 2012 z powodzeniem ubiegał się o poselską reelekcję. W 2015 dołączył do Ruchu Liberalnego Republiki Litewskiej. W 2016 nie utrzymał mandatu, jednak wrócił do parlamentu w 2019 w miejsce Arūnasa Gelūnasa.
W 2019 wstąpił do Partii Pracy. W 2020 z powodzeniem ubiegał się o poselską reelekcję. We wrześniu 2022 został przewodniczącym Partii Pracy.
W 2024 zarejestrowano go jako kandydata w rozpisanych na maj tegoż roku wyborach prezydenckich. W pierwszej turze otrzymał 1,4% głosów, zajmując przedostatnie miejsce wśród 8 kandydatów. W tym samym roku po porażce partii w wyborach europejskich ustąpił z funkcji jej przewodniczącego.

## Odznaczenia
- Medal Rady Bałtyckiej – 2022[9]